# Simnia uniplicata
Simnia uniplicata är en snäckart som beskrevs av Sowerby 1848. Simnia uniplicata ingår i släktet Simnia och familjen Ovulidae. Inga underarter finns listade i Catalogue of Life.